# 青栁博文
青栁 博文（あおやぎ ひろふみ、1972年〈昭和47年〉6月1日 - ）は、群馬県吾妻郡東吾妻町出身の高校野球指導者、社会科・福祉科教諭。
高崎健康福祉大学高崎高等学校社会科、福祉科教諭。

## 経歴
群馬県立前橋商業高等学校3年春には選抜大会に出場。
東北福祉大学に進学。大学では和田一浩と同期だった。
大学卒業後は一般就職し、日産系部品会社の軟式野球部で4年間プレー。その後は建設会社の総務職として働き、硬式野球クラブでプレー。
高校時代の恩師から群馬女子短期大学附属高等学校が校名変更と共学化し、野球部を創設する話を聞き、通信教育を利用し、教員免許を取得。2002年4月から前年に共学化された高崎健康福祉大学高崎高等学校に赴任し、創設された硬式野球部の監督に就任。当初は女子校から共学化された直後で全国的に無名で練習試合を組めないだけではなく、専用のグラウンドや部室も無く、テニスコートで練習を行っていた。その後は着実に力を付けて創部10年目の2011年夏に甲子園初出場へ導くと、2012年春に4強、2014年夏・2015年春・2017年春に8強、2015年夏・2021年春に16強と上位に進出し、2024年春には優勝を果たした。走塁を重視した「機動破壊」が代名詞であるが近年では打撃を重視した練習等を行っている。

## 著名な教え子
- 脇本直人
- 三ツ間卓也
- 長坂拳弥
- 湯浅大
- 山下航汰
- 柘植世那
- 下慎之介
- 是澤涼輔
- 清水叶人
- 田中陽翔

## 著書
- 健大高崎式 驚異の走塁術&トレーニング（2016年4月15日、ベースボール・マガジン社、ISBN978-4-583-10997-8） ※葛原毅との共著[4]